# Ephippitytha froggatti
Ephippitytha froggatti är en insektsart som beskrevs av Kirby, W.F. 1906. Ephippitytha froggatti ingår i släktet Ephippitytha och familjen vårtbitare. Inga underarter finns listade i Catalogue of Life.